# ضخامة الرأس
ضخامة الرأس زيادة حجم ومحيط الرأس في المواليد؛ حيث تكون أكبر بمقدار 2 انحراف معياري عن المتوسط لسن معينة.

## الأسباب
ضخامة الرأس قد تكون طبيعية لا تسبب أية مشاكل صحية في بعض الأشخاص، وقد تكون مرضية سببها تضخم المخ أو استسقاء الرأس أو فرط التعظم أو أسباب أخرى، وقد تكون منفردة أو جزءاً من متلازمة.
وقد ترجع الضخامة المرضية إلى عيوب خلقية أو أسباب وراثية أو بيئية.

### أسباب وراثية
- طفرات الجين PTEN (جين)

1. متلازمة كاودن
2. ورام ليفي عصبي النوع 1
3. تصلب حدبي

- متلازمات فرط النمو

1. متلازمة سوتو
2. متلازمة ويفر
3. متلازمة سمبسون غولابي بيهمل

- متلازمات تصيب الجهاز العصبي والقلب والوجه والجلد

1. متلازمة نوونان
2. متلازمة كوستيلو
3. متلازمة جورلين (متلازمة سرطانة الخلية القاعدية الوحمانية)

- متلازمة القلب والوجه والجلد
- متلازمة الصبغي س الهش
- حثل المادة البيضاء

1. مرض ألكساندر
2. داء كانافان

- مرض فان دير ناب
- بيلة حمض الغلوتاريك النوع 1
- بيلة حمض 2 هيدروكسي غلوتاريك
- التوحد: مضاعفة الكروموسومات تؤدي إلى التوحد وضخامة الرأس، بينما غياب أجزاء منها يؤدي إلى الفصام وصغر الرأس.[3][4][5]

### أسباب بيئية
- عدوى
- نزيف داخل البطين في حديثي الولادة
- الورم الدموي تحت الجافية
- انصباب تحت الجافية
- كيسة عنكبوتية[6]

## الانتشار
نظراً لكثرة الحالات التي تسبب ضخامة الرأس؛ يصعب تحديد معدلات الإصابة بدقة، لكنها حالة نادرة نسبياً ولا تختص بعرق أو جنس محدد.

## التشخيص

### الفحص الإكلينيكي
يقوم الطبيب بأخذ التاريخ المرضي العائلي وفحص الطفل بعد الولادة وتحديد قياسات رأسه، وإن لوحظ كبر حجم الرأس يتم عمل اختبارات عصبية، كما يقوم الطبيب بفحص الرأس لملاحظة أي أعراض وعلامات لزيادة الضغط داخل الجمجمة؛ مثل القيء والصداع والتهيج وبروز الأوردة ومشكلات البصر.

### الأشعة
الأشعة المقطعية والتصوير بالموجات فوق الصوتية والتصوير بالرنين المغناطيسي.

## العلاج
لا يوجد علاج محدد لضخامة الرأس، لكن يتم علاج السبب والتعامل مع الأعراض.

## المتابعة
إذا أظهرت الأشعة نتائج طبيعية يتم تقييم قياسات رأس الطفل من قبل الطبيب، وينتبه الأهل لأي من الأعراض الآتية:
- انتفاخ اليافوخ
- قيء
- حركة العين غير طبيعية
- نوم مفرط
- تهيج مفرط[7]

## توقع سير المرض
في الأطفال الذين يعانون من ضخامة الرأس العائلية يكون التوقع ممتازاً، ولا يعانون من أية أعراض ولديهم معدل ذكاء طبيعي، بينما يعتمد التوقع في الآخرين على السبب. وفي الأطفال الذين يعانون أيضاً من استسقاء الرأس يعتمد التوقع على نوعه، ولسوء الحظ يعاني كثير من الأطفال من بطء النمو ونوبات صرع وذكاء محدود، وكل هذا يعتمد على سبب الحالة.